# Evangelhos de Máel Brigte

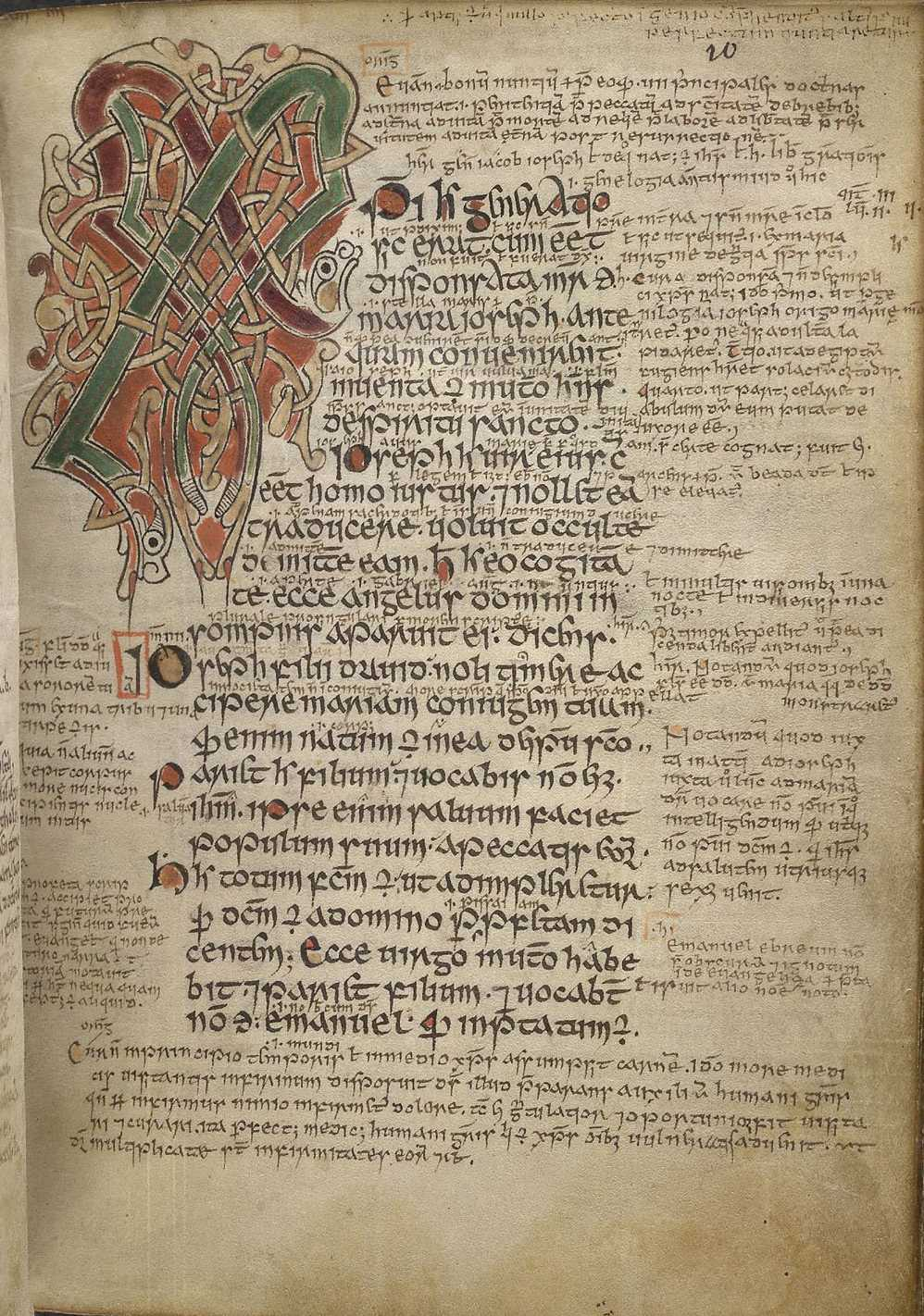
O monograma iluminado Chi Rho para Mateus 1:18 no fólio 10 reto dos Evangelhos de Máel Brigte

Os Evangelhos de Máel Brigte ( Biblioteca Britânica, Harley MS 1802, também conhecido como os Evangelhos de Armagh e os Evangelhos de Marelbrid ) é um Livro do Evangelho iluminado, com glosas.
Foi criado c. 1138,  ou 1139,   pelo escriba chamado Máel Brigte úa Máel Úanaig, em Armagh. O códice inclui o texto latino dos Evangelhos, junto com glosas e material preliminar. Existem também várias inscrições em irlandês.

## Composição
Existem 156 fólios de pergaminho junto com 2 folhas de pergaminho e 2 volantes de papel que não são contados na foliação oficial. As folhas são 165 mm por 120 milímetros. O texto está contido na área de 120 mm por 70 milímetros. O texto está escrito em uma caligrafia minúscula irlandesa. A encadernação de couro vermelho com ferramentas douradas é pós-medieval.

## Conteúdo
Além do texto dos Evangelhos, o manuscrito inclui várias peças de material preliminar. A Genealogia de Jesus encontrada no início do Evangelho de Mateus (Mateus 1: 1-17) é tratada como uma obra separada do resto de Mateus e é separada do texto principal de Mateus.
O material introdutório inclui: o prólogo de Jerônimo à tradução da Bíblia pela Vulgata (fólio 1r), o prólogo do Evangelho de Mateus (fólio 3r), a Genealogia de Jesus de Mateus (fólio 4v), uma lista de interpretações do Nomes siríacos e hebraicos encontrados nos Evangelhos (fólio 4v), um poema em irlandês sobre os Três Magos (fólio 5v), os prólogos dos Evangelhos de Marcos (fólio 6r), Lucas (fólio 6v) e João (fólio 7v), um prólogo dos quatro Evangelhos em que o evangelista é comparado a outros agrupamentos de quatro, como as quatro estações e os quatro elementos, e um poema em irlandês sobre o aparecimento e a maneira de morrer de Cristo e dos Doze Apóstolos (fólio 9v).
Os prólogos do evangelho não precedem cada evangelho, como em muitos outros manuscritos insulares, mas são reunidos com outro material de introdução. Seguindo o material preliminar, o Evangelho de Mateus começa no início da narrativa da Natividade em Mateus 1:18 (fólio 10r), e é seguido pelos textos completos dos Evangelhos de Marcos (fólio 61r), Lucas (fólio 87r) e João (fólio 128r).
No final de cada Evangelho existem colofões que identificam o escriba e dão algumas informações sobre ele. Ele é identificado como Máel Brigte úa Máel Úanaig e estava escrevendo em Armagh aos vinte e oito anos. Máel Brigte alude a vários eventos contemporâneos, como o assassinato de Cormac Mac Cárthaig por Toirdelbach Ua Briain, que permitiu que a redação do manuscrito fosse datada de 1138. Glosas e notas marginais e interlineares foram adicionadas no século XIII.

## Estilo
O manuscrito é decorado em estilo insular. Embora o ponto alto do estilo insular tenha ocorrido séculos antes da produção deste manuscrito, este é um exemplo do apelo duradouro do estilo insular na Irlanda. A decoração do manuscrito inclui duas miniaturas de página inteira de símbolos evangelistas, o leão de Marcos (fólio 60) e o boi de Lucas (fólio 86). Em ambas as miniaturas, o artista resolveu o problema apresentado ao colocar animais orientados horizontalmente no espaço da página orientada verticalmente, virando os animais noventa graus para que pareçam subir na página. Ambos os símbolos são abstratos, colocados contra um fundo abstrato multicolorido e contidos dentro de uma borda espessa feita de painéis decorados.
Existem também quatro grandes iniciais zoomórficas no manuscrito; no início da Natividade de Cristo no Evangelho de Mateus (Mateus 1:18, fólio 10r), e no início de cada um dos outros Evangelhos (fólios 61r, 87r e 128r). Existem iniciais menores no início de cada seção do material introdutório e em textos importantes dentro do Evangelho, incluindo o Pater Noster em Mateus (fólio 19r), o Magnificat em Lucas (fólio 88r) e o início da sequência da Ressurreição em Lucas. Outras iniciais do manuscrito são destacadas em cores. Toda a decoração do manuscrito é feita em tons de verde, vermelho, marrom e amarelo.

## História
O manuscrito estava na Bibliothèque du Roi em Paris no início do século 18, quando foi descrito como parte da biblioteca por Père Richard Simon em sua Bibliothèque critique em 1708. Foi roubado da Bibliothèque du Roi em 1707, junto com outros manuscritos de Jean Aymon. Aymon foi para a Holanda, onde foi comprado por Robert Harley. Permaneceu parte da coleção Harley, que foi comprada em 1753 pelo ato do parlamento e se tornou uma das coleções fundamentais para a Biblioteca Britânica.

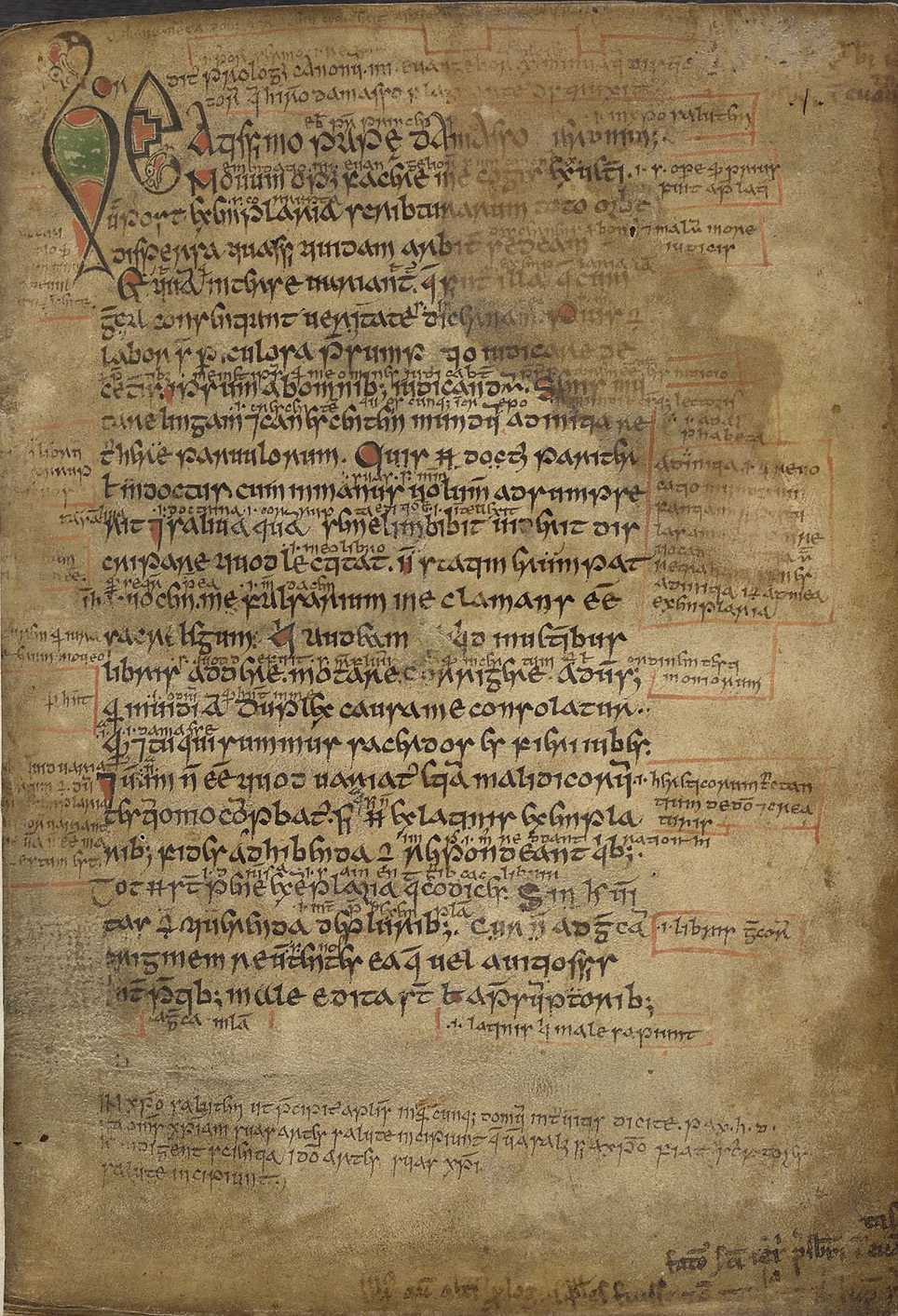
Folio 1 reto.
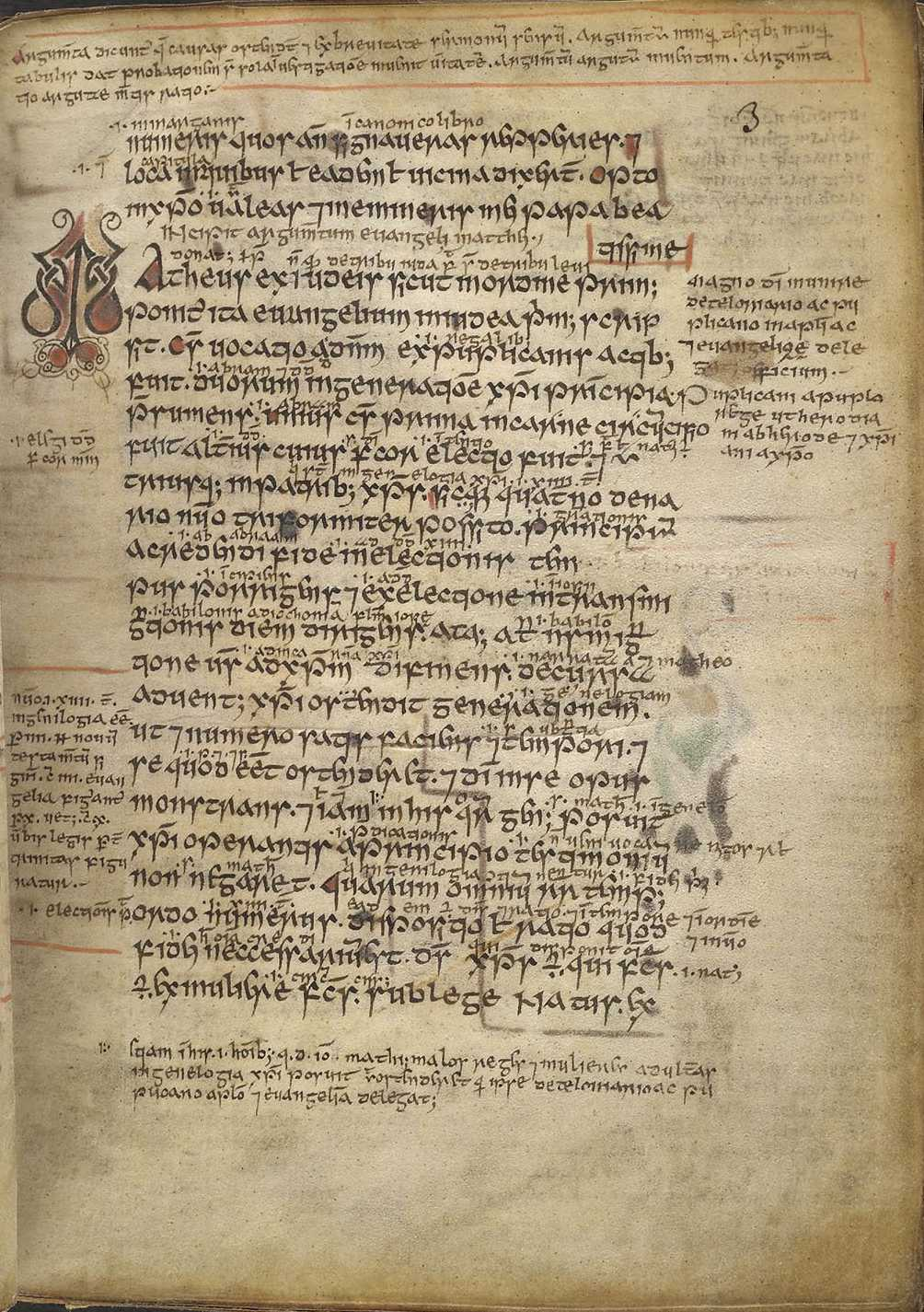
Fólio 3 reto.
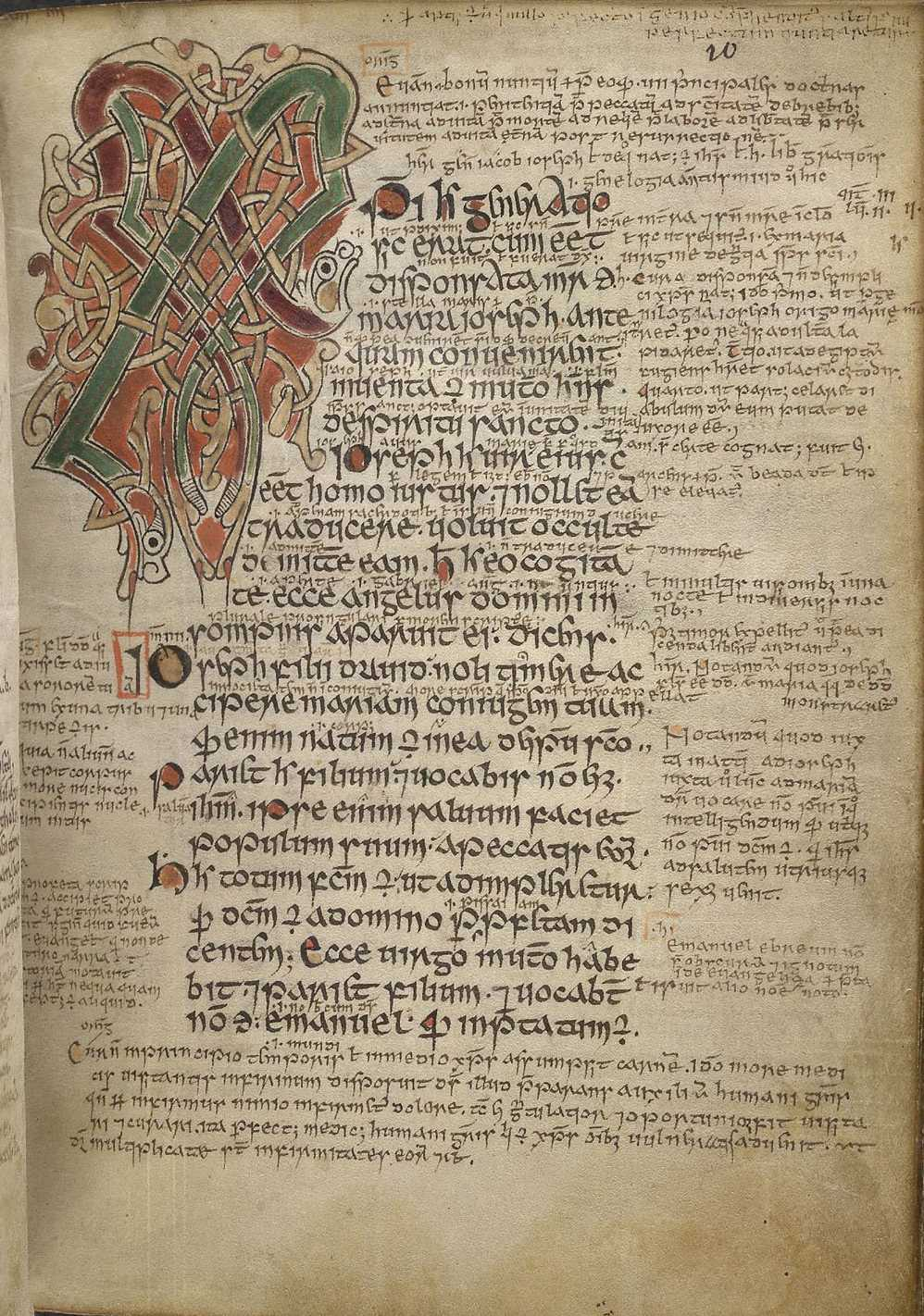
Folio 10 recto.
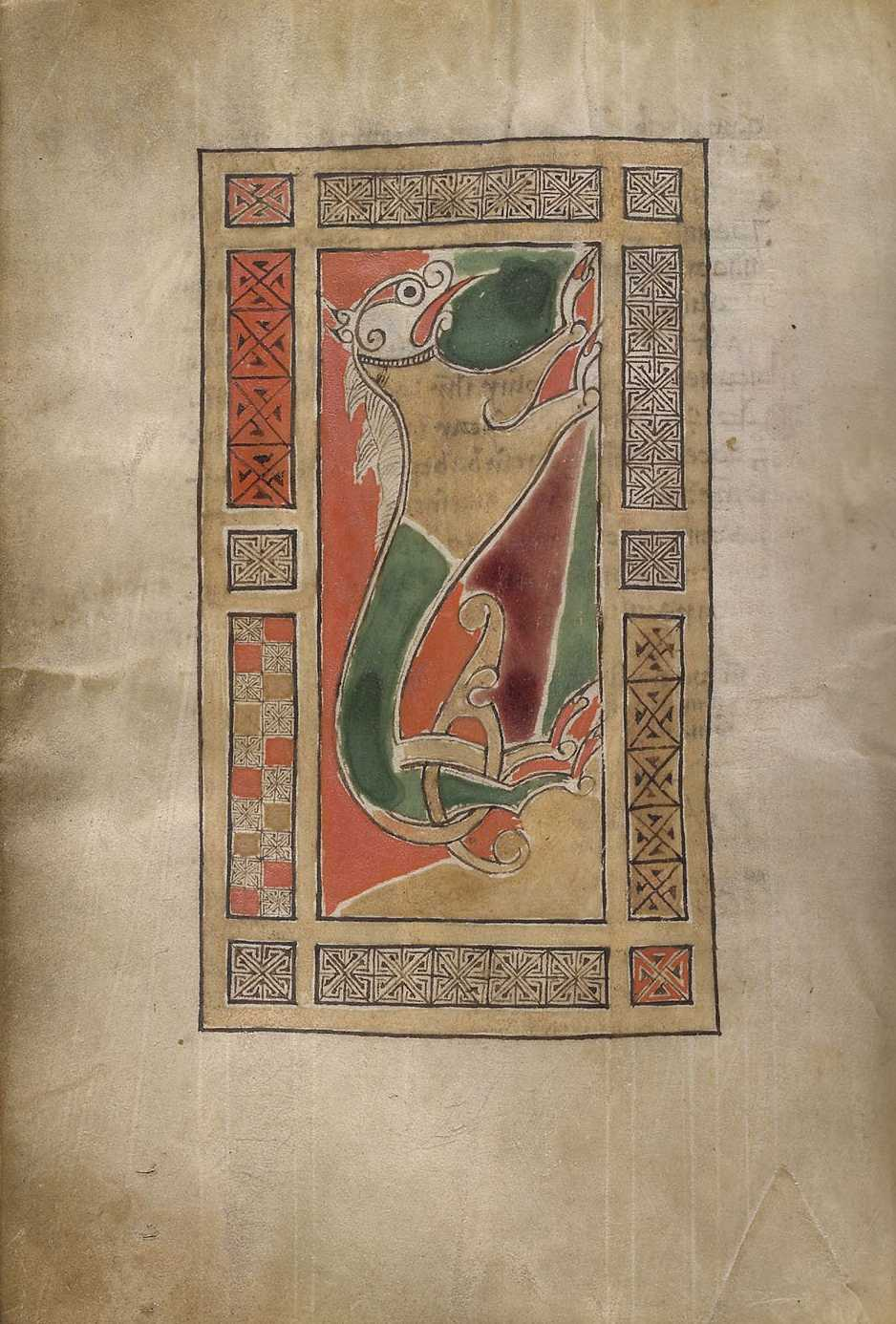
Folio 60 verso.
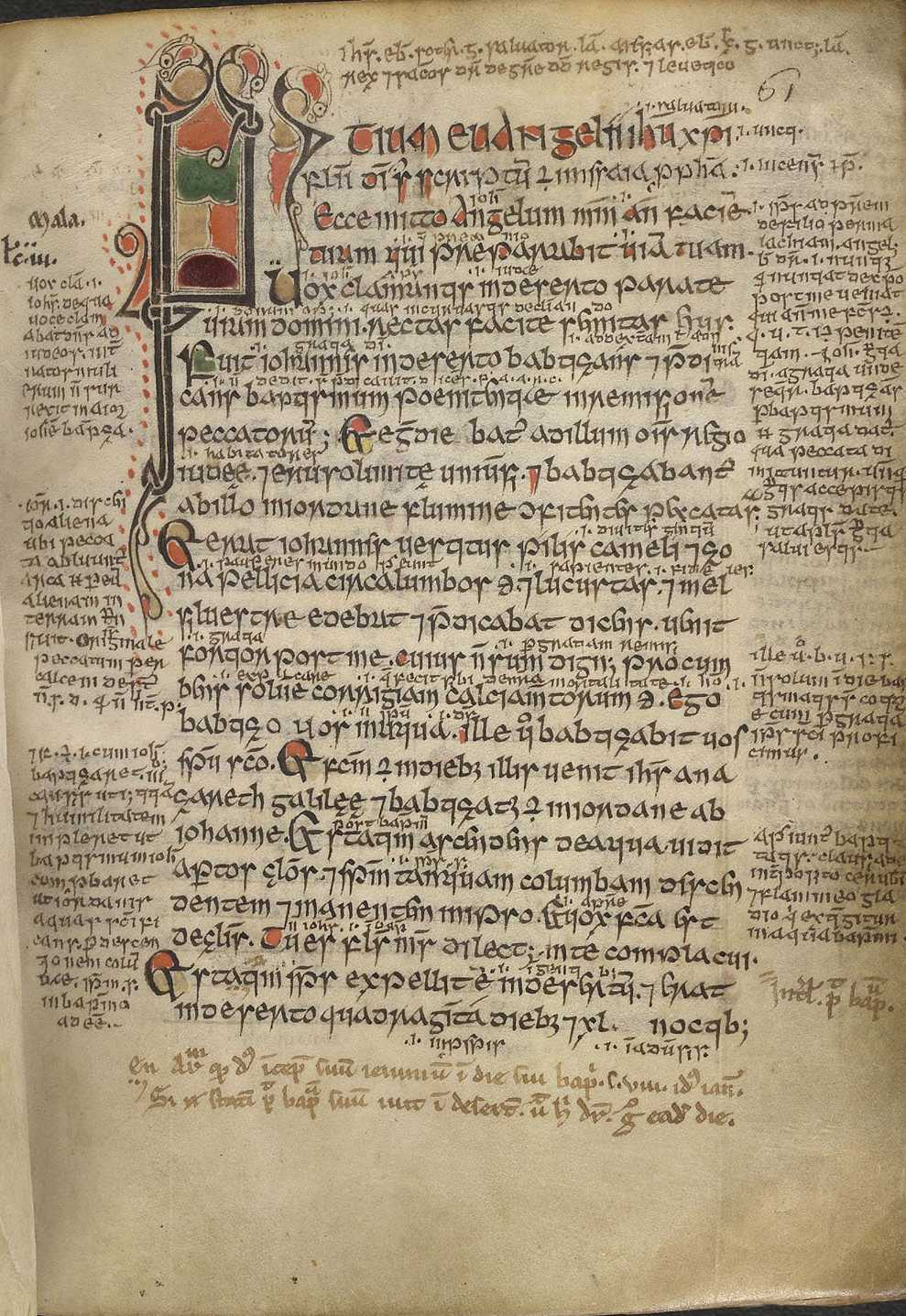
Folio 61 recto.
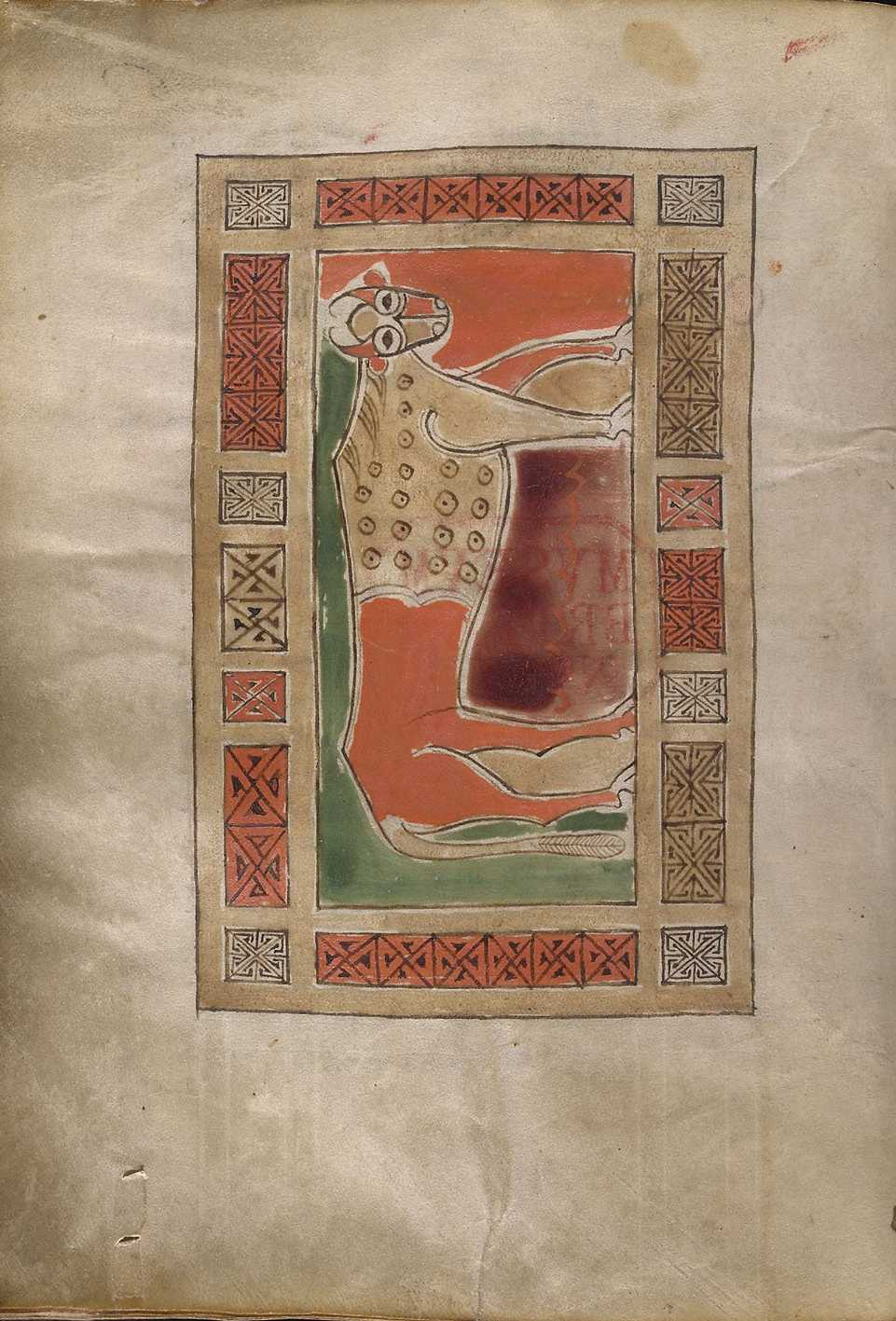
Folio 86 verso.
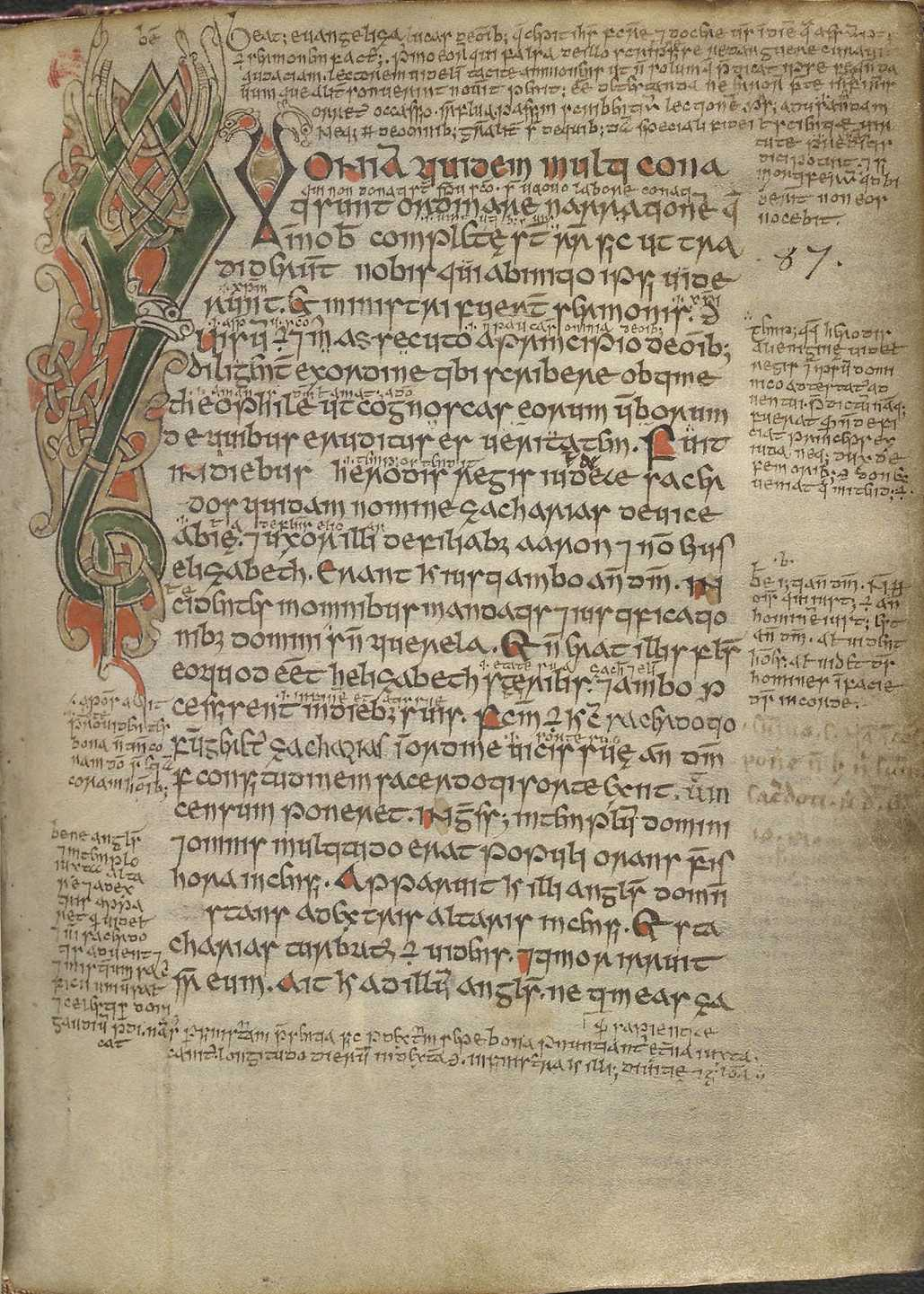
Folio 87 recto.
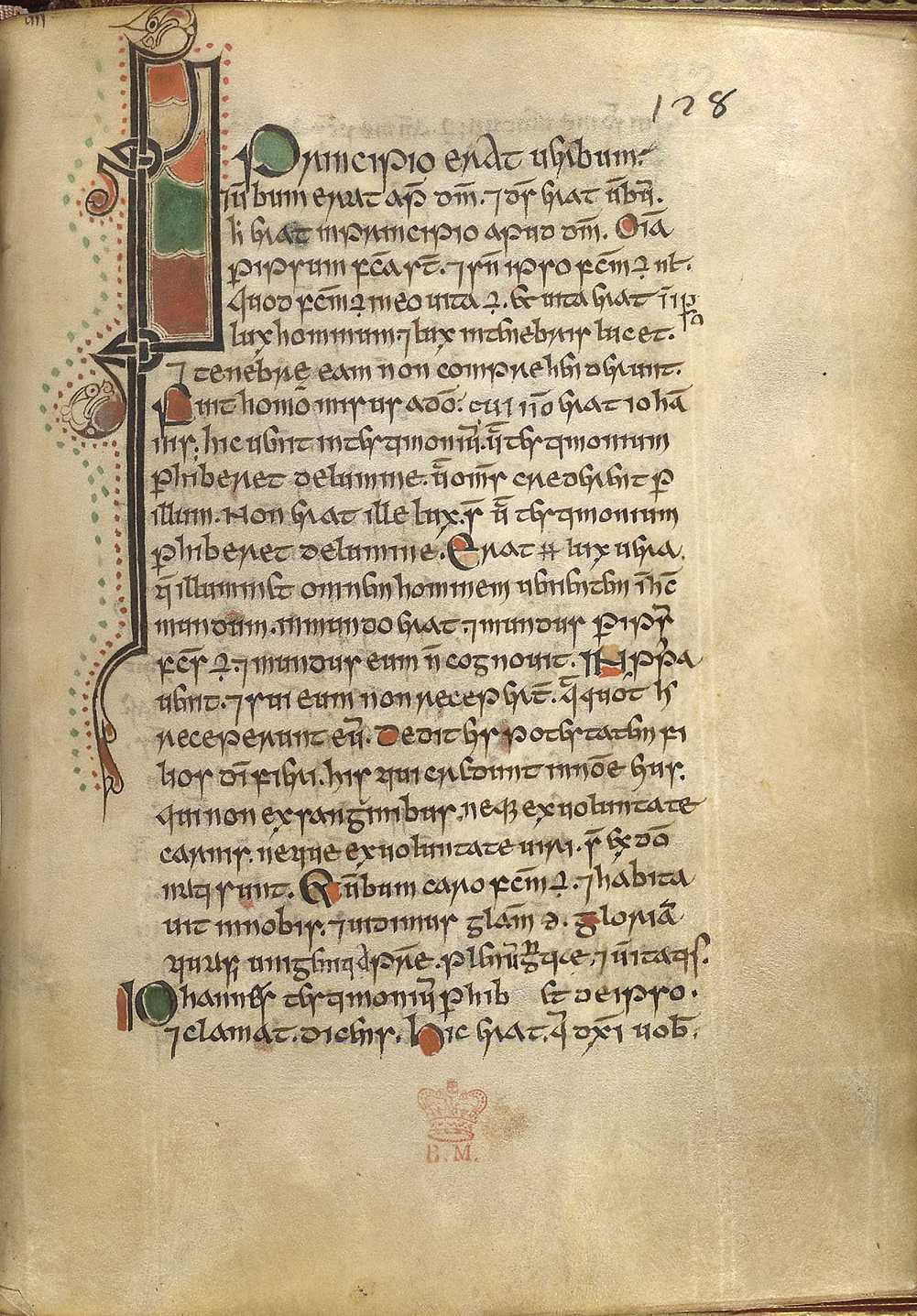
Folio 128 recto.